# Aalbude
Aalbude ist ein Ortsteil der Stadt Dargun im Landkreis Mecklenburgische Seenplatte in Mecklenburg-Vorpommern.

## Geografie
Aalbude befindet sich etwa fünf Kilometer südlich von Dargun und einen Kilometer westlich von Verchen am Abfluss der Peene aus dem Kummerower See in einer Höhe von 0 bis 1 m ü. NHN. Der Ortsteil liegt im ehemaligen Naturschutzgebiet Moorwiesen bei Neukalen, welches im Naturschutzgebiet Peenetal von Salem bis Jarmen im Naturpark Mecklenburgische Schweiz und Kummerower See aufgegangen ist.

## Geschichte
Im 14. Jahrhundert befand sich der Ort auf einer Insel, die westlich von der heute zugeschütteten und verlandeten Achterpeene umflossen wurde. Die hier siedelnden Fischer wurden als Aalfischer bezeichnet. Sie bewirtschafteten die in der Peene angelegten Aalwehre, die sie für durchfahrende Schiffe öffnen mussten. 1697 erschien erstmals die Bezeichnung Aalbude.
Die Peene bildete hier die Grenze zwischen Mecklenburg und Pommern. Neben einer Fähre gab es hier eine Zollstation Mecklenburgs. Bis ins 19. Jahrhundert wurde für alle Waren, die Aalbude passierten, eine Abgabe erhoben.
1893 wurde das erste Fährhaus in Aalbude errichtet. Da hier die Kontrolle der Durchreisenden auf ihren Gesundheitszustand erfolgte, wurde es als Cholera-Haus bezeichnet. 1904 wurde im Auftrag des mecklenburgischen Großherzoglichen Amtes eine Prahmfähre gebaut. Damit war auch die Passage leichter Fuhrwerke möglich, während sie für Lastwagen aufgrund des dafür nicht ausgelegten Wiesendammes verboten blieb. Wegen Schwammbefalls wurde das Fährhaus 1973 abgerissen. Im folgenden Jahr wurde die reparaturbedürftige Fähre auf Grund gesetzt.
Nach der Wende wurde 1997 bei Aalbude ein Wasserwanderrastplatz eingerichtet.
Für Radfahrer und Fußgänger besteht in der Zeit von Mai bis Oktober die Möglichkeit, mit der „Fähre Aalbude“ der MVVG überzusetzen.